# Überfall am Raton-Paß
Überfall am Raton-Paß ist ein US-amerikanischer Western aus dem Jahr 1951 von Edwin L. Marin mit Dennis Morgan und Patricia Neal in den Hauptrollen. Der Film wurde von Warner Bros. produziert und basiert auf dem Roman Raton Pass von Thomas W. Blackburn.

## Handlung
Der Witwer Pierre Challon und sein Sohn Marc sind 1880 Großgrundbesitzer in New Mexico. Die anderen Rancher auf der anderen Seite des Raton Passes, unter ihnen Jim Pozner, sind den Challons gegenüber negativ eingestellt. So entwickelt sich auch ein Gespräch zwischen Challon und Pozner über die Pacht von Weideland sehr schwerfällig. Eine Postkutsche bringt die verführerische Ann in die Gegend, zusammen mit Cy Van Cleave, ein in der Stadt gefürchteter Raufbold, der nicht willkommen ist. Ann verkündet, eine Ranch gründen zu wollen und macht sich sofort an Marc heran, als sie von seinem Wohlstand und seiner Macht erfährt. Marc ist von Anns augenscheinlicher Liebe für das Land betört und auch sein Vater, der sich an seine eigene glückliche Ehe erinnert, verfällt Anns Charme. 
Schon bald heiraten Ann und Marc, Pierre überschreibt dem Paar Anteile der Ranch. Ann langweilt sich schon nach kurzer Zeit und überlässt die die Ranch betreffenden Entscheidungen ihrem Mann. Sie überzeugt ihn, für ein Bewässerungsprojekt einen Kredit aufzunehmen. Marc diskutiert das Projekt mit Mr. Prentice, einem Banker aus Chicago, der im Gegenzug für den Kredit ein Mitspracherecht einfordert. Während Pierre und Marc einen Viehtrieb beginnen, versichert Ann, dass sie Prentice von Challons Konditionen überzeugen kann. 
Als die Challons zurückkehren, finden sie Ann und Prentice in einer Umarmung vor. Ann erklärt, dass sie und Prentice Marcs Anteil an der Ranch aufkaufen wollen. Marc verkauft hingegen die Ranch zu einem hohen Preis anderweitig und will nun auf das gepachtete Weideland ausweichen, worin Pierre allerdings keinen Sinn sieht. Pierre hat sein zu Hause verloren und verlässt die Stadt. Marcs Rancharbeiter befürchten, dass die anderen bislang gegen Challon eingestellten Rancher Probleme bereiten werden, und weigern sich, Marc auf die andere Seite des Passes zu folgen. Auch Sheriff Perigord, der die Challons stets in Schutz genommen hat, macht sich Sorgen.
Pozners Nichte, Lena Casamajor, die schon seit langem in Marc verliebt ist, ist von Marcs Racheplan entsetzt. Sie fürchtet, dass die Stadt unter einem Krieg zwischen Marc und Ann leiden werde. Dennoch bittet sie ihren Onkel, die Einwohner um Unterstützung für Marc zu bitten. Bei einem Treffen zwischen Marc und den Ranchern kommen zunächst die alten Ressentiments auf, doch Marc kann die Männer überzeugen, den Pass zu sperren. Er verspricht, im Fall seines Erfolges das Bewässerungsprojekt für die ganze Gegend zu finanzieren. 
Anns Rancharbeiter sind mittlerweile gegangen, daher muss sie Van Cleave mit seinen Kumpanen einstellen. Van Cleave treibt mit seinen Leuten eine Rinderherde zusammen und will mit ihr den Pass überqueren. Marc und die Rancher wollen dies verhindern. Van Cleave zeigt Marc wegen Viehdiebstahls an und zwingt Pozner, die Anklage vor dem Sheriff zu bestätigen. Marc wird festgenommen und in der Zelle von Van Cleave in den Rücken geschossen. Auch Pozner wird niedergeschossen und beide zum Sterben liegengelassen. In der Zwischenzeit hat Lena Pierre aufgefunden und ihm die Situation erklärt. Pierre, Perigord und die Rancharbeiter machen sich auf den Weg zur Challon-Ranch, um Ann und Van Cleave zur Rede zu stellen. Der verletzte Marc will mitreiten, Lena nimmt ihn in ihrem Wagen mit und kann auch die anderen Rancher zum Mitkommen bewegen. 
Auf der Ranch ist Prentice von Anns Skrupellosigkeit entsetzt und verlässt die Gegend. Van Cleave nimmt schnell dessen Posten ein. Perigord will ihn festnehmen und wird erschossen. Van Cleave schießt auf Pierre und es entbrennt ein Kampf zwischen den Ranchern und Van Cleaves Handlangern. Marc ist Zeuge vom Tod seines Vaters geworden und schleicht sich ins Haus. Er kann Van Cleave und Ann aus dem Haus treiben. Als Van Cleave auf Marc schießt, trifft er versehentlich Ann tödlich. Van Cleave wird erschossen, seine Kumpane geben den Kampf auf. Marc und Lena kommen zusammen und der Zwist zwischen den Challons und den Ranchern wird beendet.

## Hintergrund
Gedreht wurde der Film vom 4. Januar bis Ende Februar 1947 in Gallup (New Mexico) sowie auf der Warner-Movie-Ranch in Calabasas (Kalifornien).
Edward Carrere oblag die künstlerische Leitung. William Wallace war für das Szenenbild zuständig, Marjorie Best für die Kostüme.
Der im Film gespielte Song No, I Don't Wish to Tarry, It's Better to Marry wurde von Frank La Forge komponiert.

## Veröffentlichung
Die Premiere des Films fand am 19. April 1951 in New York statt. In der Bundesrepublik Deutschland kam er am 27. Juni 1963 in die Kinos, in Österreich im September 1963.

## Kritiken
Das Lexikon des internationalen Films schrieb: „Anspruchsloser Routinewestern, der die Klischees des Genres allenfalls dadurch durchbricht, daß er eine attraktive Frau als Bösewicht aufbaut.“